# Pic Korjenévskaia
El pic Korjenévskaia és la tercera muntanya més alta de la serralada del Pamir de Tadjikistan. La seva altura és de 7105 metres i és un dels cinc «Pics de la Pantera de les Neus» al territori de l'antiga Unió Soviètica. Deu el seu nom a Ievguénia Korjenévskaia, esposa del geògraf rus Nikolai Korjenevski, qui el va descobrir en 1910.

## Ubicació
El Pic Korjenévskaia es troba al voltant de 13 km (8.1 milles) al nord del Pic Ismail Samani (conegut anteriorment com a Pic Comunisme), el punt més alt de la serralada del Pamir. Conforma el final de la bifurcació nord-oest de la serralada de les Muntanyes de l'Acadèmia de Ciències, la subserralada de direcció nord-sud que forma el nucli de la serralada del Pamir. S'eleva sobre la riba sud del riu Muksu, i a l'oest del pic hi ha la glacera de Fortambek. Mentre que la major part de les Muntanyes de l'Acadèmia de Ciències es troba dins de la Província d'Alt Badajshán, Tadjikistan, el Korjenévskaia es localitza lleugerament a l'oest de la línia d'aquesta província, en el districte de Jirgatol, a la regió sota subordinació republicana.

## Característiques notables
El Korjenévskaia és un dels cinc pics de 7.000 m de l'antiga Unió Soviètica (tenint en compte el Khan Tengri, que sovint se li dona l'altura de 6.995 m) que era requerit per a qualsevol escalador que volgués rebre el premi «Pantera de les Neus», el reconeixement més alt atorgat als alpinistes soviètics. Es diu que és el segon d'aquests pics més fàcil d'escalar, després del Pic Lenin. No obstant això, no es tracta d'una muntanya petita; la seva elevació sobre el terreny local rivalitza amb el Pic Ismail Samani, ja que està més a prop a la profunda vall del riu Muksu.

## Historial d'escalada

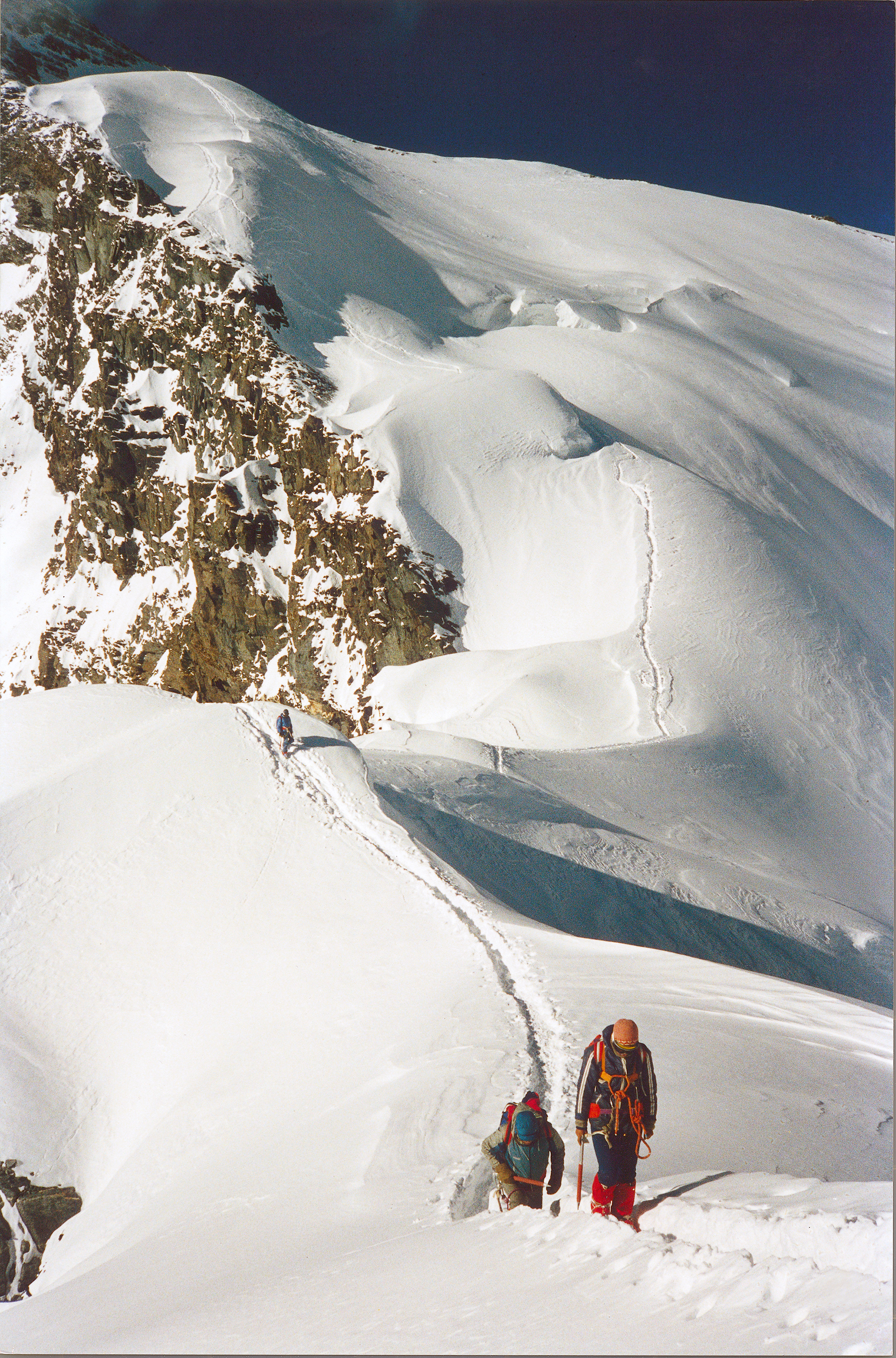
Pic Korjenévskaia

D. Gusxin va liderar el 1937 un intent d'arribar al pic, però només va aconseguir el cim més baix (6.910 m).
El Korjenévskaia va ser conquistat per primera vegada el 1953 per un equip liderat per Aleksei Ugàrov; l'equip al cim estava conformat per Ugàrov, B. Dimitriev, A. Goziev, A. Kovyrkov, L. Krasavin, I. Ryspajev, R. Sielidzanov, i P. Skorobogatov. Van fer la seva aproximació per la via de la glacera de Fortambek, després per la glacera de Korjenevski, i d'aquí a l'aresta nord.
En part, a causa que és un dels requisits per obtenir el premi «Pantera de les Neus», el Korjenévskaia ha estat escalat moltes vegades; és el segon pic més freqüentat en la serralada del Pamir, després del Pic Lenin. Un campament base a la morrena de la glacera de Moskvin, i un accés en helicòpter fan això possible. El Korjenévskaia ha estat escalat des de gairebé qualsevol direcció, incloent-hi la primera ascensió hivernal el 1987 per Anatoly Nosov; moltes d'aquestes ascensions han estat fetes per russos. La ruta actual més comuna a la muntanya ascendeix des del sud i aconsegueix l'aresta cim des del costat oest.